# B 96 (Führerschein)

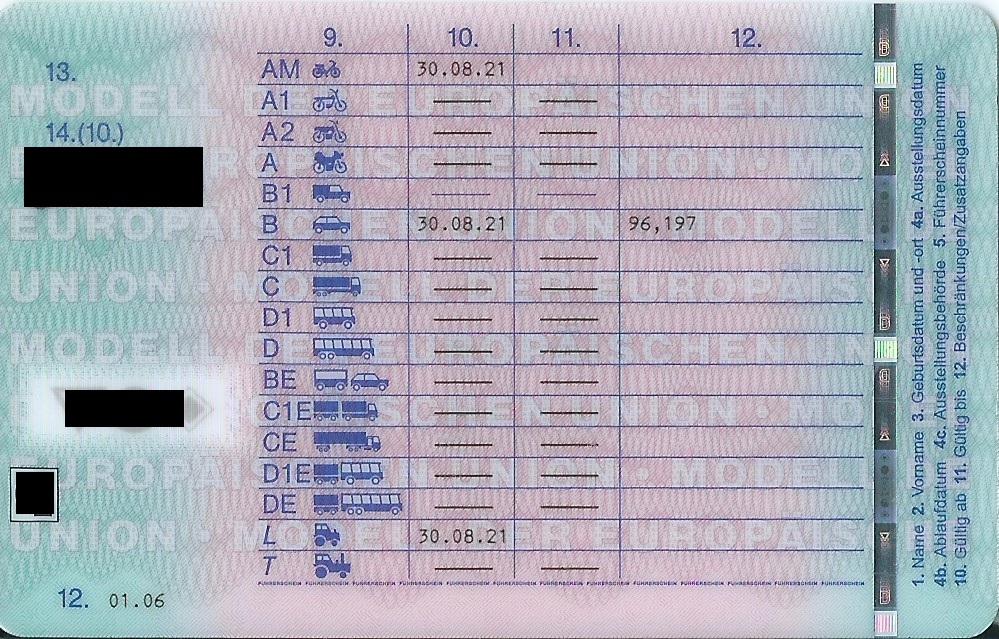
Schlüsselzahl 96 in einen deutschen EU-Führerschein

B 96 ist eine in der EU allgemein anerkannte Erweiterung der Gewichtsgrenze der PKW-Führerscheinklasse (Klasse B) für den Betrieb von PKW-Gespannen.
Der Führerschein-Eintrag B 96 wird nicht mit einer Fahrprüfung erworben, sondern nach einer Fahrerschulung, die Theorie und Praxis umfasst, zugeteilt, der in Fahrschulen absolviert wird und ca. 250,00 bis 500,00 EUR kostet.

## Hintergrund
Mit den Limits des normalen PKW-Führerscheins der B-Klasse (PKW und Anhänger zulässige Gesamtmasse maximal bis 3500 kg oder Anhänger bis 750 kg) ist es oftmals nicht möglich, allein mit der Klasse B z. B. ein Wohnwagengespann zu fahren (Art. 4 Nr. 4 Buchstabe b) der 3. EU-Führerschein-Richtlinie, § 6 Abs. 1 FeV).
Mittels des Erwerbs der Zusatzkategorie B 96 ist es möglich, das Gesamtgewicht von PKW und Anhänger bis zu 4250 kg auszuweiten, womit viele Gespanne wieder in den möglichen Bereich des PKW-Führerscheins B fallen (§ 6a FeV).